# HC Zubr Přerov
Le HC ZUBR Přerov est un club de hockey sur glace de Přerov en République tchèque. Il évolue dans la 1. liga WSM, le deuxième échelon tchèque.

## Historique
Le club est créé en 1928 sous le nom de Sportovní klub Přerov. En 1974, le club prend le nom de Meochema Přerov.

## Palmarès
- 2014-2015 : champion Championnat de République tchèque de hockey sur glace D2